# Meusin
Meusin is een bestuurslaag in het regentschap Timor Tengah Selatan van de provincie Oost-Nusa Tenggara, Indonesië. Meusin telt 2780 inwoners (volkstelling 2010).